# Acacia jackesiana
Acacia jackesiana är en ärtväxtart som beskrevs av Leslie Pedley. Acacia jackesiana ingår i släktet akacior, och familjen ärtväxter. Inga underarter finns listade i Catalogue of Life.